# Девід Вудфілд
Девід Вудфілд (англ. David Woodfield; 11 жовтня 1943, Лімінгтон-Спа —1 травня 2025 ) — англійський футболіст, що грав на позиції захисника. По завершенні ігрової кар'єри — тренер.

## Ігрова кар'єра
Народився 11 жовтня 1943 року в місті Лімінгтон-Спа. Вихованець футбольної школи клубу «Вулвергемптон». Дорослу футбольну кар'єру розпочав 1961 року в основній команді того ж клубу, в якій провів дев'ять сезонів, взявши участь у 250 матчах чемпіонату. Більшість часу, проведеного у складі «Вулвергемптона», був основним гравцем захисту команди.
1971 року перейшов до клубу «Вотфорд», за який відіграв 3 сезони. Завершив професійну кар'єру футболіста виступами за команду «Вотфорд» у 1974 році.

## Кар'єра тренера
Завершивши виступи на футбольному полі, отримав пропозицію від колишнього партнера по «Вулвергемптону» Френка Вігнолла приєднатися до нього у тренерському штабі збірної Катару, куди того було призначеного головним тренером 1975 року. Робота в Катарі для англійського тандему завершилася 1976 року, проте Вулфілд вирішив залишитися в Азії, де він пропрацював протягом більш ніж 30 років, спочатку як тренер футбольних команд різних рівнів, а згодом понад десятиріччя викладав англійську мову школярам у Малайзії. Остаточно повернувся на батьківщину лише 2011 року.
Найвідомішим періодом тренерської кар'єри Вулфілда була робота з національною збірною Саудівської Аравії, тренерський штаб якої він очолював з листопада 1978 до квітня 1979 року. Під його керівництвом саудіти провели 10 матчів, в яких тричі перемогли і п'ять разів зіграли унічию при двох поразках. Зокрема керував діями саудівської команди на Кубку націй Перської затоки 1979 року, на якому було здобуто бронзові нагороди.